# 5pb.
株式会社5pb.是一家日本音樂製作和遊戲開發商，公司名稱為五種動力和基礎（The Five powered & basics.）的缩写。
2011年4月，的前母公司多玩國宣布，将于2011年6月1日合併入同属多玩國旗下的游戏公司，合并后的新公司名为MAGES.。

## 旗下藝人
- 彩音
- 村田步
- KAORI
- 榊原ゆい
- 宫崎羽衣
- 野川樱
- 今井麻美
- 伊藤香奈子
- KENN
- 志倉千代丸
- 市川和弘
- 柴田太郎
- 盛政樹
- 阿保剛
- 亞咲花

## 遊戲作品
- 秋之回憶5：中斷的影片encore（PC、PS2、PSP）（製作、販售：KID、CyberFront）
- 秋之回忆6～T-wave～（PC、PS2、PSP、iOS）
- 秋之回忆6～Next Relation～（PS2、Xbox360、PSP）
- 秋之回憶6 完全版（PS3、PS VITA）
- 秋之回憶：打勾勾的記憶（PC、Xbox360、PSP、PS3、PS VITA）
- 妳的・秋之回憶〜Girl's Style〜
- 暗夜魔法使 The VIDEO GAME ～Denial of the World～
- QUE～エンシェントリーフの妖精～（製作、販售：Princess Soft）
- 海商
- L的季節|L的季節2 invisible memories
- PRISM ARK -AWAKE-
- ケツイ〜絆地獄たち〜（Xbox 360、移植）
- 怒首領蜂 大往生（Xbox 360、移植）
- 11eyes CrossOver（Xbox 360、PSP）
- 彈魂（Xbox360）
- 車輪之國、向日葵的少女（Xbox360）
- 大正野球娘（PSP）
- W.L.O. 世界戀愛機構（Xbox360）
- 屍體派對（PSP）
- 屍體派對：影之書（PSP）
- CHAOS;HEAD（PC、PSP、XBOX360、iOS)
- CHAOS;HEAD NOAH（PSP）
- CHAOS;HEAD Love Chu☆Chu！（PSP、Xbox360）
- Steins;Gate（PC、PSP、PS3、Xbox 360、iOS、Android）
- Steins;Gate：比翼戀理的愛人（PSP、PS3、Xbox360）
- ROBOTICS;NOTES（PS3、XBOX360）
- 屍體派對2U：幸子的戀愛遊戲（PSP）
- 屍體派對：Blood Drive（PSV）
- CHAOS;CHILD(XBOX ONE、PSV、PS3、PS4)
- Steins;Gate 0（PC、PS4、PS3 、PS Vita）
- Occultic;Nine  (PS4、PSV、XBOX ONE)

## 外部連結
- 官方網站（页面存档备份，存于）（日語）
- 5pb.Games官方網站（页面存档备份，存于）（日語）